# Isophrictis impugnata
Isophrictis impugnata is een vlinder uit de familie tastermotten (Gelechiidae). De wetenschappelijke naam is voor het eerst geldig gepubliceerd in 1957 door Gozmany.
De soort komt voor in Europa.